# Yosuke Mikami
Yosuke Mikami (三上 陽輔 Mikami Yosuke?), född 5 maj 1992 i Hokkaido prefektur, är en japansk fotbollsspelare.
Mikami började sin karriär 2010 i Consadole Sapporo. Efter Consadole Sapporo spelade han för Kataller Toyama och AC Nagano Parceiro.